# Tiaraway
tiaraway（ティアラウェイ）は、日本の声優・千葉紗子と南里侑香による声優ユニットである。楽曲の制作は志倉千代丸が担当した。

## 来歴
南里にとっては音楽ユニットのFictionJunctionにヴォーカリストとして参画する前に、「Usual place」を千葉と二人で歌った事がきっかけとなり、ユニット結成に至った。アルバム『TWO:LEAF』を発表後、2年弱の活動期間ののちにユニットを解散させた。

## 音楽性
洋泉社が発行した『アニソンマガジン』上でライターのナ月俊由季によれば、千葉と南里による「美しいハーモニーがあまりにも印象的」と述べられており、代表曲の1つとして「Can you feel crying alone?」を挙げている。ぴあとグッドスマイルカンパニーが運営するアニメ関連情報サイト「Character JAPAN」のライター・住吉STRANGERも「ハーモニーを重要視したユニットで、楽曲もシットリとした曲調のものが多く、グッと大人びた印象」がある・「歌唱力が持ち味のユニット」と指摘している。

## ディスコグラフィ

### シングル
| 枚  | 発売日         | タイトル                     | 規格品番  | 最高位 |
| --- | -------------- | ---------------------------- | --------- | ------ |
| 1st | 2003年12月21日 | Your Shade/Usual place       | KICM-4011 | 109位  |
| 2nd | 2004年7月22日  | 超絶特急Go→tiara/LOVE★微熱!? | KDCM-0005 | 165位  |
| 3rd | 2004年10月27日 | 想い出 good night            | KDCM-0015 | 83位   |

### アルバム
| 枚  | 発売日        | タイトル | 規格品番   | 規格品番  | 最高位 |
| 枚  | 発売日        | タイトル | 初回限定盤 | 通常盤    | 最高位 |
| --- | ------------- | -------- | ---------- | --------- | ------ |
| 1st | 2005年1月26日 | TWO:LEAF | KDCA-0021  | KDCA-0022 | 66位   |

### タイアップ
| 楽曲                       | タイアップ                                             | 時期   |
| -------------------------- | ------------------------------------------------------ | ------ |
| Usual place                | OVA『Memories Off 2nd』エンディングテーマ              | 2003年 |
| 超絶特急Go→tiara           | ラジオ『tiaraway色々ベリーnight』主題歌                | 2003年 |
| Your Shade                 | ゲーム『D→A:BLACK』オープニングテーマ                  | 2003年 |
| I fall there -夢の続きへ-  | ゲーム『D→A:BLACK』エンディングテーマ                  | 2003年 |
| LOVE★微熱!?                | ゲーム『Memories Off 〜それから〜』エンディングテーマ① | 2004年 |
| Can you feel crying alone? | ゲーム『W〜ウィッシュ〜』オープニングテーマ            | 2004年 |
| 想い出 good night          | テレビアニメ『W〜ウィッシュ〜』エンディングテーマ      | 2004年 |
| From silent sky            | ゲーム『D→A:WHITE』オープニングテーマ                  | 2004年 |
| シロキカギロヒ             | ゲーム『D→A:WHITE』エンディングテーマ                  | 2004年 |
| 旅光年空へ                 | ゲーム『ブルーフロウ』オープニングテーマ               | 2005年 |
| METAL MOON                 | ゲーム『メタルウルフREV』オープニングテーマ            | 2006年 |

## 出演

### ラジオ
- tiaraway色々ベリーnight（東海ラジオ：2003年10月04日 - 2004年9月25日）

### ライブ
- ファーストコンサート「TWO:LEAF」（2005年3月6日、横浜BLITZ）